# シルヴィア・コロカ
シルヴィア・コロカ（Silvia Colloca、1977年7月23日 - ）は、イタリア、ミラノ出身の女優。
2004年9月25日に『ヴァン・ヘルシング』で共演したオーストラリア人俳優リチャード・ロクスバーグと結婚。2007年2月に長男（ラファエル・ロクスバーグ）が誕生。

## 出演作品
- ヴァン・ヘルシング Van Helsing  (2004)
- デトネーター The Detonator (2006)
- レズビアン・ヴァンパイア・キラーズ Lesbian Vampire Killers (2009)